# Tabwakea
Tabwakea es un asentamiento en Kiribati. Está ubicado en la isla de Kiritimati. En 2005 tenía una población de 1.881 personas. En 2010 tenía una población de 2.311, 3.001 en 2015 y 3.537 en 2020. Es la aldea más grande de Kiritimati y de todas las islas de la Línea.
Tabwakea significa tortuga en idioma gilbertés y puede referirse al primer nombre dado por James Cook el 24 de diciembre de 1777, Isla Tortuga, antes de darle el nombre de isla de Navidad (Kiritimati).
Es la única aldea de kiritimati en no tener el nombre de otro país, ciudad o fruta.

## Geografía
Tabwakea se encuentra en el promontorio norte del atolón, a solo 2 km al norte de London, que se encuentra en el extremo sur de este promontorio. La única carretera que vale la pena mencionar conecta los lugares con Banana en el este, donde también se encuentra el aeropuerto. Hay un embarcadero. Tabwakea tiene importantes bosques de palmeras que prosperan en el extremo norte de la isla y a mitad de camino hacia Banana en el este, hay un manantial.
- Datos: Q7673655